# 6269 Kawasaki
6269 Kawasaki (1990 UJ) là một tiểu hành tinh vành đai chính được phát hiện ngày 20 tháng 10 năm 1990 bởi T. Urata ở Oohira.